# Neuchâtel Université Club Volleyball 2011-2012
Questa voce raccoglie le informazioni riguardanti il Neuchâtel Université Club Volleyball nella stagione 2011-2012.

## Organigramma societario
Area direttiva
- Presidente: Jo Gutknecht

Area tecnica
- Primo allenatore: Philipp Schütz

## Rosa
| N° | Nome                | Ruolo | Data di nascita   | Nazionalità sportiva |
| -- | ------------------- | ----- | ----------------- | -------------------- |
| 1  | Bryn Kehoe          | P     | 29 maggio 1986    | Stati Uniti          |
| 2  | Barbara Ryf         | L     | 22 gennaio 1986   | Svizzera             |
| 3  | Lindsay Stalzer     | S/O   | 25 luglio 1984    | Stati Uniti          |
| 4  | Sabine Frey         | C     | 23 aprile 1982    | Svizzera             |
| 5  | Charlotte Bättig    | C     | 25 maggio 1988    | Svizzera             |
| 7  | Anna Protasenia     | S/O   | 5 febbraio 1988   | Svizzera             |
| 8  | Sara Schüpbach      | S/O   | 31 gennaio 1987   | Svizzera             |
| 9  | Valentina Bevilaqua | P     | 9 gennaio 1992    | Svizzera             |
| 10 | Diva Boketsu        | C     | 8 agosto 1987     | Svizzera             |
| 11 | Nadège Paquier      | S     | 10 maggio 1989    | Svizzera             |
| 12 | Sandra Stocker      | C     | 26 dicembre 1987  | Svizzera             |
| 14 | Ellen Herman        | S     | 30 luglio 1988    | Stati Uniti          |
| 15 | Laura Girolami      | L     | 20 settembre 1986 | Svizzera             |
| 17 | Anabela Satarić     | P     | 3 aprile 1994     | Svizzera             |
| 18 | Laura DeBruler      | S     | 21 gennaio 1988   | Stati Uniti          |

## Risultati

### Coppa CEV

#### Fase ad eliminazione diretta
| Sedicesimi di finale (andata) - 1 dicembre 2011 Halle de Sports de la Riveraine, Neuchâtel | Neuchâtel         | 3 - 1 | Radnički Belgrado | 23-25, 25-20, 26-24, 27-25        |
| Sedicesimi di finale (ritorno) - 7 dicembre 2011 Sportska hala Radnički, Belgrado          | Radnički Belgrado | 2 - 3 | Neuchâtel         | 17-25, 21-25, 25-11, 25-19, 12-15 |
| Ottavi di finale (andata) - 11 gennaio 2011 MH Ionikos Zaharias Aexandrou, Atene           | AEK Atene         | 3 - 1 | Neuchâtel         | 25-23, 23-25, 25-16, 25-19        |
| Ottavi di finale (ritorno) - 11 gennaio 2011 Halle de Sports de la Riveraine, Neuchâtel    | Neuchâtel         | 2 - 3 | AEK Atene         | 16-25, 26-24, 17-25, 25-22, 8-15  |